# Llanddaniel Fab

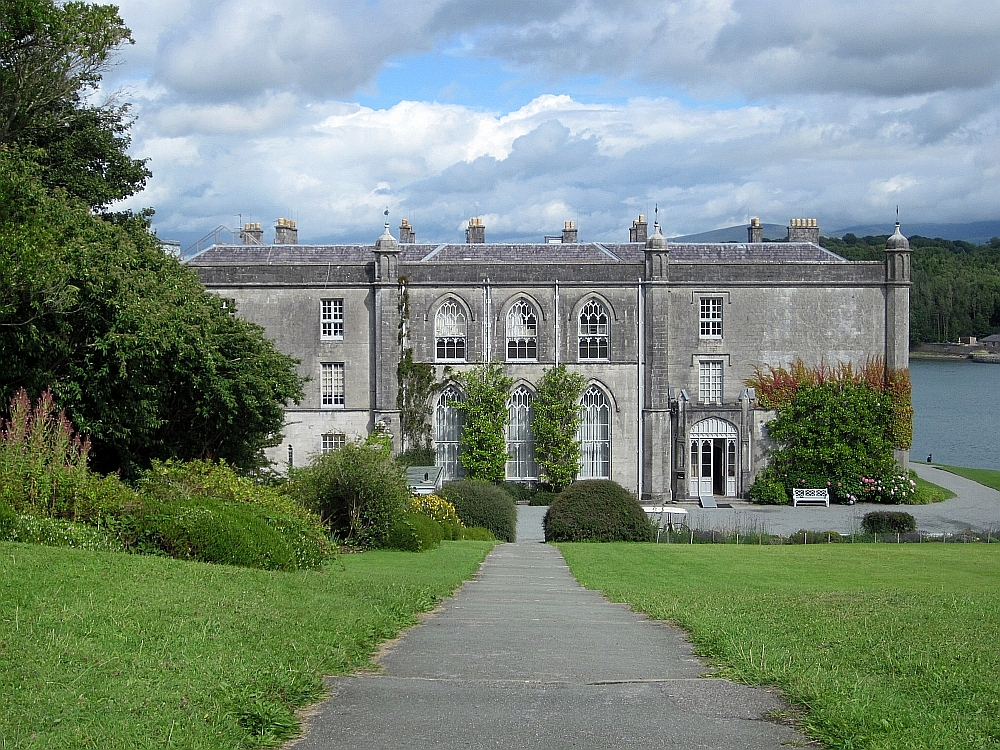
Llanddaniel Fab: Plas Newydd

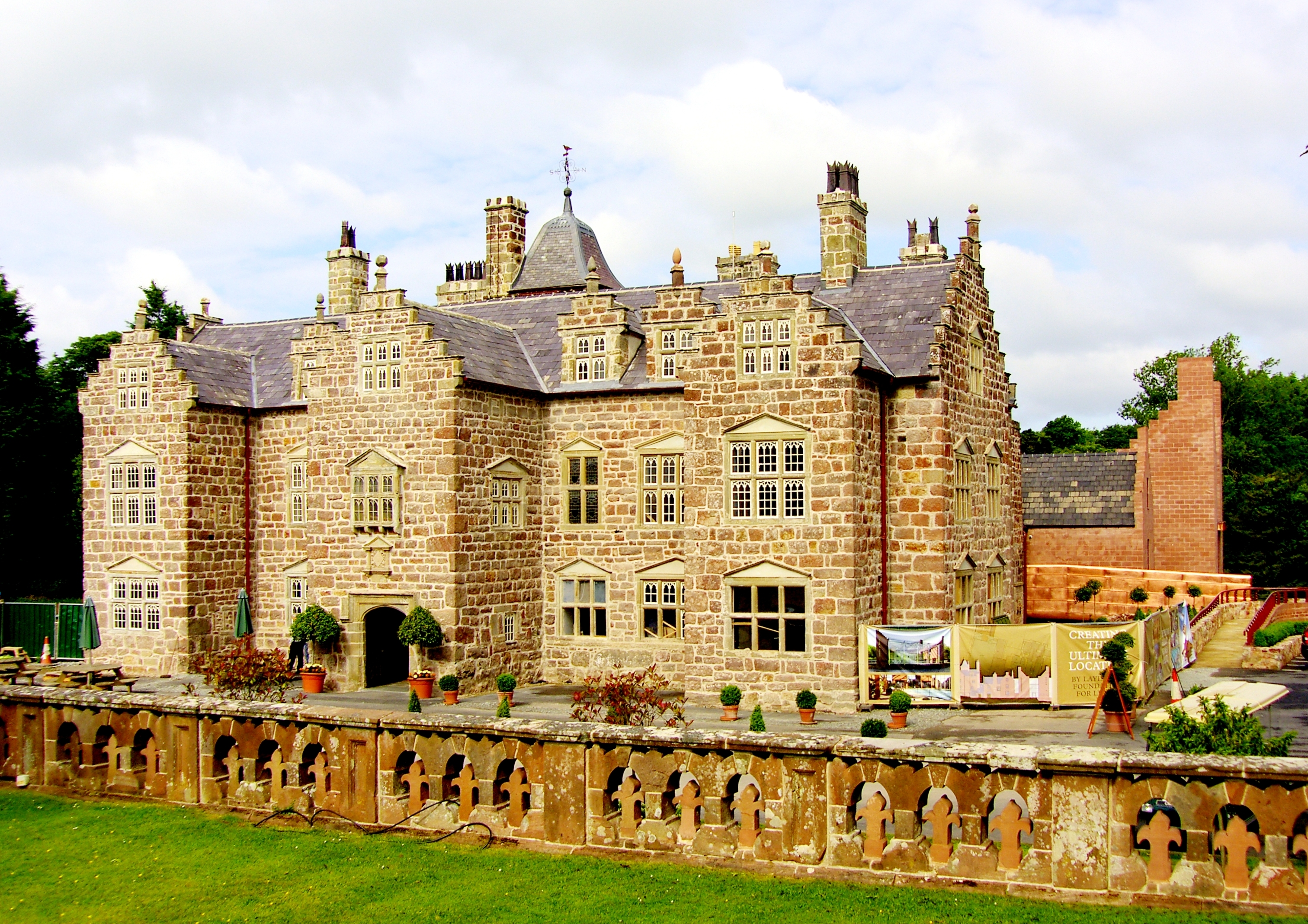
Llanddaniel Fab: Plas Coch

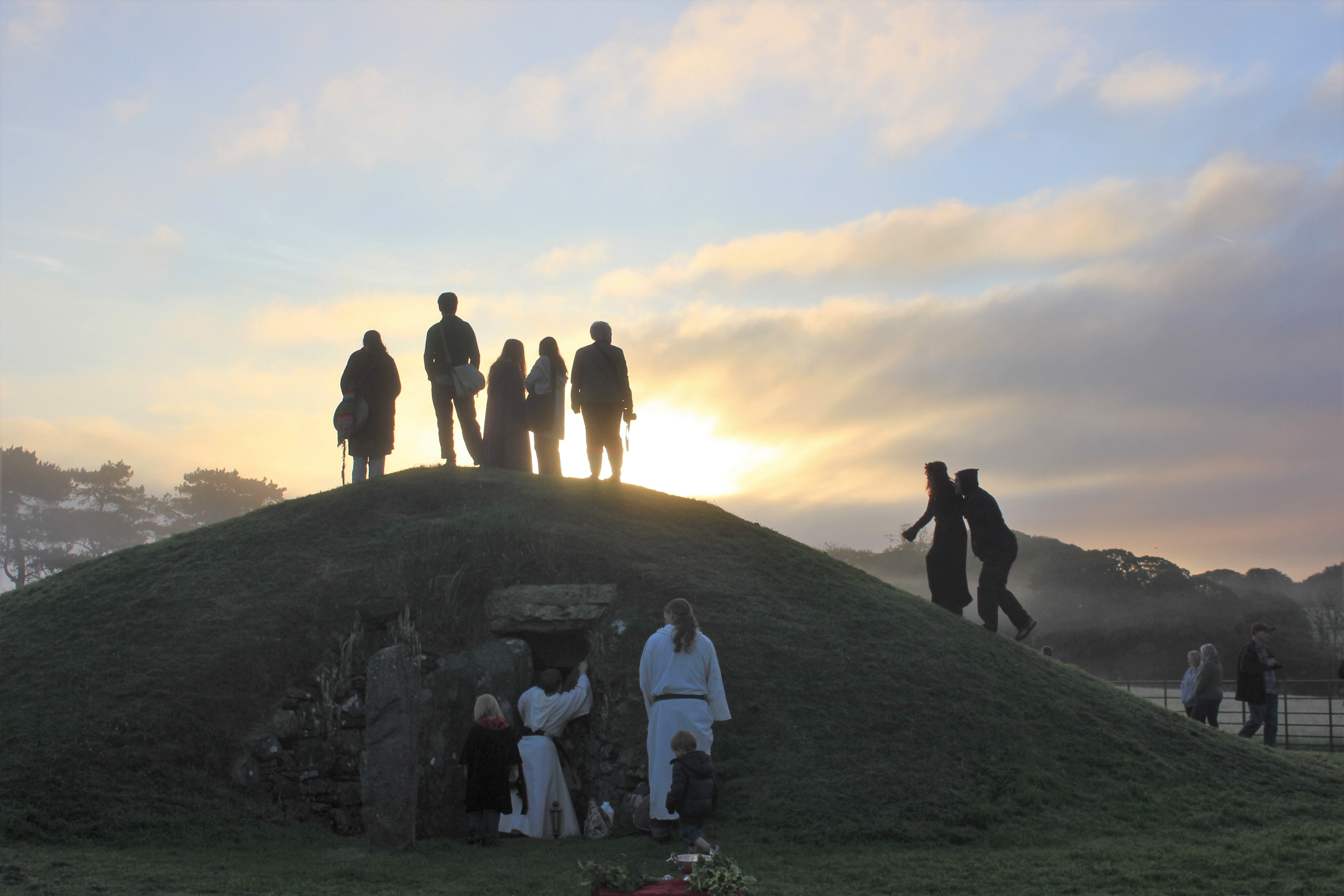
Bryn Celli Ddu, monumento megalitico nei dintorni di Llandaniel Fab

Llanddaniel Fab o Llanddaniel-fab è un villaggio con status di comunità (community) del Galles nord-occidentale, situato nell'isola e contea di Anglesey. L'intera community conta una popolazione di circa 800 abitanti.

## Geografia fisica
Llanddaniel Fab si trova nella parte meridionale dell'isola di Anglesey, a sud del villaggio di Llangefni. La parte meridionale della community si affaccia sullo stretto di Menai, mentre il villaggio principale si trova un po' più all'interno.
L'intera community occupa una superficie di 13,49 km².

## Storia
Nel corso del VII secolo venne fondata una chiesa in loco dedicata a San Deiniol.

## Monumenti e luoghi d'interesse

### Architetture religiose

#### Chiesa di San Deiniol
Principale edificio religioso di Llanddaniel Fab è la chiesa dedicata a San Deniol, realizzata nella forma attuale nel corso della metà del XIX secolo nel luogo in cui sorgeva la chiesa del VII secolo.

### Architetture civili

#### Plas Newydd
Altro edificio d'interesse di Llanddaniel Fab è Plas Newydd, una residenza in stile neogotico realizzata alla fine del XVIII secolo da Joseph Potter (che seguì un progetto di James Wyatt) e per volere di Henry, IX barone Paget e che incorporò un preesistente edificio medievale.

#### Plas Coch
Altro edificio d'interesse di Llandaniel Fab è Plas Coch ("palazzo rosso"), una residenza realizzata nel 1569 da Hugh James e ampliata alla fine del XVI secolo e in seguito trasformata in albergo di lusso.

### Siti archeologici

#### Bryn Celli Ddu
Nei pressi di Llanddaniel Fab si trova inoltre uno dei monumenti megalitici più celebri del Galles, il Bryn Celli Ddu, una camera sepolcrale risalente al 4000 a.C. ca.

#### Camere sepolcrali di Plas Newydd
Attorno alla residenza di Plas Newydd si trova inoltre altre due camere sepolcrali: la meglio conservata dell due è la tomba settentrionale.

#### Bryn Yr Hen Bobl
Altro monumento megalitico della community di Llandaniel Fab è il Bryn Yr Hen Bobl (letteralmente "collina dei vecchi"), risalente al Neolitico.

## Società

### Evoluzione demografica
Nel 2020, la comunità di Llanddaniel Fab era stimata 803 abitanti, in maggioranza (408) di sesso femminile.
La popolazione al di sotto dei 18 anni era stimata in 177 unità (di cui 100 erano i bambini al di sotto dei 10 anni), mentre la popolazione dai 65 anni in su era stimata in 169 unità (di cui 58 erano le persone dagli 80 anni in su).
La community ha conosciuto un incremento demografico rispetto al 2011 e al 2001, quando la popolazione censita era pari a 776 e 699 unità.